# Мникув (Малопольское воеводство)
Мни́кув (пол. Mników) — село в Польше в сельской гмине Лишки Краковского повета Малопольского воеводства.

## География
Село располагается в 5 км от административного центра гмины села Лишки и в 15 км от административного центра воеводства города Краков. Село находится на территории Мниковской долины.
В 1975—1998 годах село входило в состав Краковского воеводства.

## Население
По состоянию на 2013 год в селе проживало 1354 человек.
| 2010 | 2013 |
| ---- | ---- |
| 1302 | 1354 |

| Перепись  | Всего   | Всего | Женщины | Женщины | Мужчины | Мужчины |
| --------- | ------- | ----- | ------- | ------- | ------- | ------- |
| Единицы   | человек | %     | человек | %       | человек | %       |
| Население | 1354    | 100   | 693     |         | 661     |         |

## Достопримечательности
- Усадьба в Мникуве. Памятник культуры Малопольского воеводства (№ А-496[4]). Бывший монастырь камедулов, построенный во второй половине XVII века.
- В окрестностях села находится заповедник «Зимный-Дул».
- Ущелье «Пулжечки» (Półrzeczki).